# UTC+07:20
Az UTC+07:20 egy időeltolódás volt, amely hét órával és 20 perccel volt előrébb a greenwichi középidőtől (GMT).

## Korábban ezt az időeltolódást nyári időszámításként használó terület

### Ázsia
- Szingapúr

## A korábban ebbe az időeltolódásba tartozó területről
Az UTC+07:20-et 1933 és 1941 között használta Szingapúr nyári időszámításként. 1933. január 1-én éjfélkor az itt élők UTC+7-ről UTC+07:20-ra váltottak húsz perccel előreállítva az órát. Ezt az időt 1941. szeptember 1-én éjfélig használták, amikor az UTC+07:30-at kezdték el használni.

## Fordítás
Ez a szócikk részben vagy egészben  az   UTC+07:20 című angol Wikipédia-szócikk ezen változatának fordításán alapul.  Az eredeti cikk szerkesztőit annak laptörténete sorolja fel. Ez a jelzés csupán a megfogalmazás eredetét és a szerzői jogokat jelzi, nem szolgál a cikkben szereplő információk forrásmegjelöléseként.